# District de Tartas
Le district de Tartas est une ancienne division territoriale française du département des Landes de 1790 à 1795.

## Présentation
Il était composé des cantons de Tartas, Arjuzanx, Parentis, Pissos, Poyanne et Sabres.